# Зегани (Местийский муниципалитет)
Зегани (груз. ზეგანი) — село в Грузии, на территории Местийского муниципалитета края (мхаре) Самегрело-Верхняя Сванетия.

## География
Село находится в северо-западной части Грузии, на левом берегу реки Ингури, вблизи места впадения в неё реки Лисили, на расстоянии приблизительно 7 километров (по прямой) к юго-востоку от посёлка городского типа Местиа, административного центра муниципалитета. Абсолютная высота — 1650 метров над уровнем моря.

## Население
По результатам официальной переписи населения 2014 года в Зегани проживало 79 человек (42 мужчины и 37 женщин). В национальной структуре населения грузины составляли 100 %.
| Год  | Население, человек |
| ---- | ------------------ |
| 2002 | 117                |
| 2014 | ↘ 79               |